# Districte francès
|  | Aquest article tracta sobre els districtes departamentals. Vegeu-ne altres significats a «districtes de París». |

A França, un districte (arrondissement) és una divisió administrativa. El nombre de districtes varia a cada departament. El nombre total de districtes existents a França és de 342.
La capital del districte s'anomena sots-prefectura (sous-préfecture). Les prefectures (capitals) dels departaments també són capitals del seu districte i actuen de prefectura i sots-prefectura alhora. Tots els districtes estan posteriorment dividits en cantons i comunes. L'administració dels districtes es confia a un sots-prefecte (sous-préfet) que assisteix el prefecte (préfet) departamental.Contràriament a les regions, als departaments i a les comunes, els districtes no tenen estatus d'entitat legal en la llei. A més, tampoc no són dirigits per polítics electes com sí que passa en aquestes altres administracions, sinó per dirigents designats pel president de la República Francesa.
Les ciutats de París, Lió i Marsella també estan dividides en districtes municipals, però aquesta divisió no es correspon amb la tractada en aquest article i és important no confondre-les.